# 9. Königlich Bayerisches Jägerbataillon

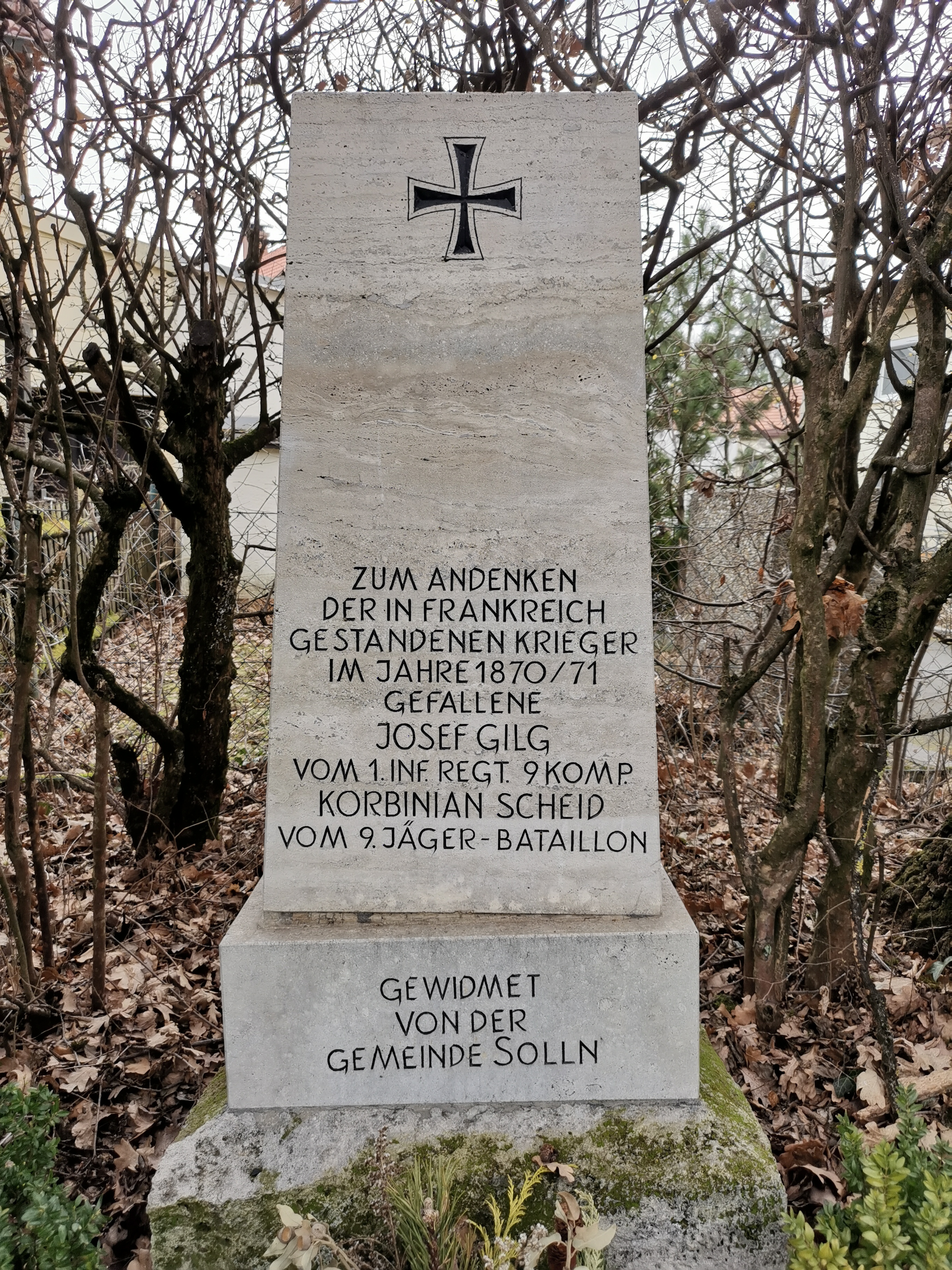
Denkmal für einen Soldaten des 9. Jäger-Bataillons in Solln.

Das 9. Jäger-Bataillon war ein Verband der bayerischen Armee. Der letzte Friedensstandort des Bataillons war Passau.

## Geschichte
Das Bataillon wurde am 1. Juli 1868 aus Einheiten und Teileinheiten des 1., 2., 8. und 11. Infanterie-Regiments aufgestellt.
Während des Deutsch-Französischen Krieges nahm das Bataillon an den Schlachten bei Wörth und Sedan teil. Es war u. a. an den Schlachten bei Coulmiers, Loigny und Poupry sowie Beaugency beteiligt. Von einer Gefechtsstärke von 22 Offizieren, 60 Unteroffiziere und 847 Jäger zu Beginn des Krieges verfügte das Bataillon nach der Schlacht bei Beaugency nur noch über 10 Offiziere sowie 303 Unteroffiziere und Jäger.
Das Bataillon wurde zum 1. Oktober 1878 als III. Bataillon dem 16. Infanterie-Regiments zugeordnet.

## Kommandeure
1. Juli 1868 bis 1. Oktober 1878:
| Vorname, Name                                                                                            | Kommandant, ab 1872 Kommandeur von bis |
| --- | -------------------------------------- |
| Oberstlieutenant Friedrich Freiherr von Treuberg (* 12. August 1818; † 22. Oktober 1886)                 | 24. Mai 1868 bis 1. Februar 1870       |
| Oberstlieutenant Friedrich Maria Gemmingen Freiherr von Massenbach (* 22. Januar 1826; † 13. April 1882) | 1. Februar 1870 bis 16. Dezember 1870  |
| Oberstleutnant Nepomuk von Winckhler (* 21. September 1826; † 12. Juli 1884)                             | 16. Dezember 1870 bis 1. Oktober 1878  |